# Lobelia columnaris
Lobelia columnaris es una especie de planta de flores perteneciente a la familia Campanulaceae. Se encuentran en Camerún y Guinea Ecuatorial. Se hábitat natural son los bosques secos tropicales o subtropicales. 

## Taxonomía
Lobelia columnaris fue descrita por Joseph Dalton Hooker y publicado en Journal of the Proceedings of the Linnean Society 6: 14. 1862.
Etimología
Lobelia: nombre genérico que fue nombrado en honor del botánico belga Matthias de Lobel (1538-1616).
columnaris: epíteto latino que significa "columnar".
Sinonimia
- Dortmannia columnaris (Hook.f.) Kuntze
- Lobelia conraui R.E.Fr. & T.C.E.Fr.
- Tupa columnaris (Hook.f.) Vatke[5][6]